# Cinnerethica
Cinnerethica là một chi côn trùng thuộc họ Tineidae.